# Smash Mouth
A Smash Mouth amerikai rock/punk együttes. Legismertebb dalaik az "All Star" és az "I'm a Believer". Utóbbi a The Monkees azonos című számának feldolgozása, amely a 2001-es Shrek című filmben is hallható, az All Star-ral együtt.

## Története
1994-ben alakultak a kaliforniai San José városban. Az együttest Steve Harwell alapította, aki korábban a Freedom of Speech nevű rap együttes tagja volt. Harwell menedzsere, Kevin Coleman ismerte Greg Camp gitárost és Paul De Lisle basszusgitárost, akik egy helyi punkegyüttesben játszottak, és bemutatta egymásnak őket. A három zenész elkezdett együtt próbálni, kiegészítve Kevin Colemannel, aki a dobosi posztot töltötte be. Nevüket egy amerikai futballban használt kifejezésről kapták. Ebben az időben a csapat leginkább rockzenét játszott, és "Smashmouth" írásmóddal szerepeltek. Első nagylemezük 1997-ben jelent meg az Interscope Records gondozásában, ekkor már Smash Mouth volt a nevük. Ezen az albumon még ska punkot és punk rockot játszottak. A lemezről a "Walkin' in the Sun" című dal lett sláger, továbbá a "The Fonz" és a "Why Can't We Be Friends?" dalok is megjelentek kislemez formájában. A Why Can't We Be Friends? a War nevű funk együttes ugyanilyen című dalának feldolgozása.
Második nagylemezük, az "Astro Lounge" 1999-ben jelent meg. Ezzel a lemezzel kezdve áttértek az alternatív rock/pop rock stílusra. Erről az albumról származik továbbá az "All Star" is, amely a Smash Mouth legismertebb dala. 
Az együttes azóta még öt nagylemezt adott ki.

## Stílusuk
A Smash Mouth zenéje leginkább az alternatív rock/pop rock/pop punk stílusokba sorolható. Az együttes első nagylemezén még ska punkot és punk rockot játszott, a második lemezükkel kezdve alternatív rockot, pop rockot és pop punkot játszanak. 2005-ös nagylemezükön karácsonyi dalokat dolgoztak fel alternatív rock stílusban. A 2006-os nagylemezükre pedig inkább a surf rock/pop punk/pszichedelikus rock hangzás jellemző. Steve Harwell egészségi problémái miatt 2021-ben kilépett a zenekarból, majd 2023-ban elhunyt. 

## Tagok
- Steve Harwell – ének, zongora, billentyűk (1994–2023)[1]
- Paul De Lisle – basszusgitár, vokál (1994–); ének (2016-ban, Michael hiánya miatt)
- Michael Klooster – billentyűk, programozás, vokál (1997–től 2008-ig ideiglenes tag/koncert zenész, 2008–)
- Randy Cooke – dob, ütős hangszerek, vokál (2010–2011, 2011–2012, 2013, 2016–2018, 2018–)
- Sean Hurwitz – gitár, vokál (2011–2012, 2012–2016, 2019–)

Koncert tagok
- Mark Cervantes – ütős hangszerek, vokál, teremin (1999–2008, 2014, 2018)

Helyettesítő tagok koncerteken
- Kristian Attard – basszusgitár, vokál (2017)

Vendég zenészek koncerteken
- Adam Young – ének, gitár (2011)
- Miles Zuniga – gitár (2013)

Korábbi tagok
- Kevin Coleman – dob, ütős hangszerek (1994–1999)
- Greg Camp – gitár, vokál; billentyűk, turntable (a stúdióban, 1994–2008, 2009–2011, 2014, 2018–2019)
- Michael Urbano – dob, ütős hangszerek (1999, 2000–2006, 2009–2010, 2014, 2018)
- Mitch Marine – dob, ütős hangszerek (1999–2000, 2006, 2007–2009, 2010)
- Jason Sutter – dob, ütős hangszerek, vokál (2006–2007, 2011, 2013–2016)
- Leroy Miller – gitár, vokál (2008–2009)
- Charlie Paxson – dob, ütős hangszerek, vokál (2011, 2012–2013)
- Mike Krompass – gitár, vokál (2012)
- Rob Schwartz – gitár, vokál (2012)
- Sam Eigen – gitár, vokál (2016–2018)
- Danny Richardson – gitár (2018)

## Diszkográfia
- Fush Yu Mang (1997)
- Astro Lounge (1999)
- Smash Mouth (2001)
- Get the Picture? (2003)
- The Gift of Rock (2005)
- Summer Girl (2006)
- Magic (2012)